# Bombardement de la Bulgarie pendant la Seconde Guerre mondiale

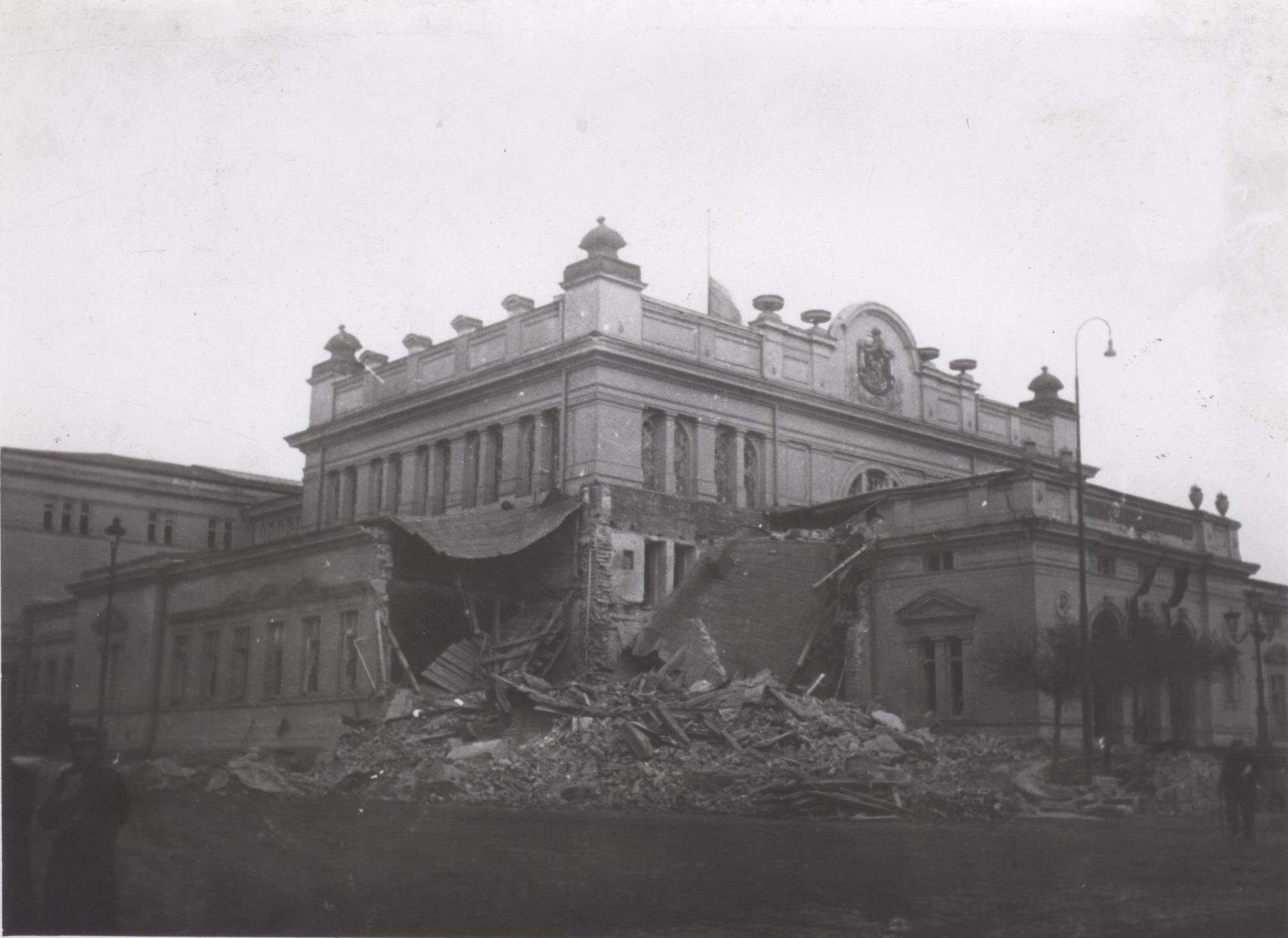
L'Assemblée nationale de la Bulgarie en 1944.

Le bombardement de la Bulgarie pendant la Seconde Guerre mondiale est le résultat de la guerre déclarée par la Bulgarie contre le Royaume-Uni et les États-Unis le 13 décembre 1941.
Dans la période du 18 octobre 1943 au 17 avril 1944, le territoire bulgare a été soumis à des bombardements anglo-américains.
Les bombardements des Balkans et de la Bulgarie en particulier sont devenus possibles après l'opération Husky. Au total, plus de 1 800 personnes ont été tuées et plus de 2 300 ont été blessées dans le bombardement, et les dégâts du bombardement ont été énormes. Le bombardement « stratégique » de la Bulgarie a été stoppé après l'intervention de Staline devant Churchill et Roosevelt, après l'intercession de Georgi Dimitrov et Vasil Kolarov.